# Online Etymology Dictionary
L'Online Etymology Dictionary és un diccionari en línia en el qual es descriu l'etimologia de les paraules en llengua anglesa. El seu acrònim, OED, coincideix amb l'acrònim que s'empra sovint per referir-se a l'Oxford English Dictionary. Douglas Harper va crear el diccionari etimològic per guardar així la història i evolució de més de 30.000 paraules, incloent-hi argot i llenguatge tècnic. L'Online Etymology Dictionary ha estat referenciat per la biblioteca de la Universitat d'Ohio com una font d'informació etimològica rellevant i fou citat al Chicago Tribune com "una de les millors fonts per trobar la paraula justa". També és citat en nombrosos articles com a font per explicar la història i evolució de les paraules.